# Игра Бодянского

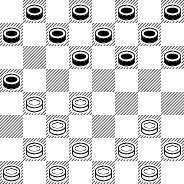
диаграмма 1

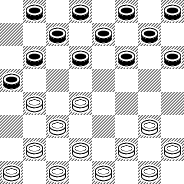
диаграмма 2

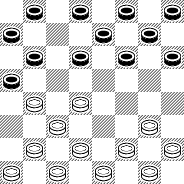
диаграмма 3

Игра Бодянского — дебют в русских шашках. Табия дебюта возникает после ходов
1.ab4. ba5. Эту парадоксальную для своего века идею с самообложением выдвинул Павел Николаевич Бодянский 2.ed4 (см. диаграмму 1). Белые стремятся вырваться из-под связки и захватить центр, чёрные — удержать связку левого фланга белых. Для этого чёрные выбирают ответ на b6: 2… ab6 (см. диаграмму 2) или 2…cb6
(см. диаграмму 3) и далее 3.ba3 bc5 4.d:b6 a:c7 Возможен и бой 4...a:c5. 
Противоречивость аналитики об этом ключевом варианте дебюта обнаружил Григорий Ветрогон. Он пишет:

Открываю две авторитетные книжки и читаю:
— После 4… a:c5 5.de3 черные не в силах удержать связку. Кроме того, ослабленный правый фланг черных делает шансы белых предпочтительней: [В.Вигман, Ю.Швандерс. Игра Бодянского. — Рига, 1975, с.56].
— 4… a:c5 5.de3 fg5 6.ef4 g:e5 7.f:b6 a:c7 с преимуществом черных, поскольку черные грозят занять центр. К тому же в позиции белых есть ряд недостатков (разорванность сил по флангам, отсталые шашки a1 и h2): [В.Литвинович, Н.Негра. Курс шашечных дебютов. — Минск, 1985, с.164].

Как видим, мнения прямо противоположные. Так кто же «более» прав — В.Вигман или В.Литвинович?— http://plus.gambler.ru/tavlei/comp/comp_15.htm
Чёрные могут отказаться от идеи связки и на первом ходу выбрать после 1.ab4 или 1…fe5, или 1…hg5, или 1…bc5. Так играется дебют «Отказанная игра Бодянского»
Тот же план со связкой своего левого фланга, но за чёрных, играется 1. cd4 hg5. 2. gh4. Возникла «Обратная игра Бодянского».
План связки левого фланга, выбираемый каждой стороной, приводит к дебютному началу, именуемый «Двойная игра Бодянского».